# Щетинкин, Андрей Яковлевич
Андрей Яковлевич Щетинкин (азерб. Andrey Yakovleviç Şetinkin; 17 [29] августа 1896, Краишево, Саратовская губерния — не ранее 1968) — советский азербайджанский виноградарь, Герой Социалистического Труда (1950).

## Биография
Родился 17 августа 1896 года в селе Краишево Аткарского уезда Саратовской губернии (ныне село в Еланском районе Волгоградской области, Россия).
В 1933—1968 годах — звеньевой виноградарского совхоза имени Натаван Агдамского района. В 1949 году получил урожай винограда 230,2 центнера с гектара на площади 3 гектара.
Указом Президиума Верховного Совета СССР от 4 сентября 1950 года за получение высоких урожаев винограда на поливных виноградниках в 1949 году Щетинкину Андрею Яковлевичу присвоено звание Героя Социалистического Труда с вручением ордена Ленина и золотой медали «Серп и Молот».
С 1968 года — пенсионер союзного значения.